# Drocourt (Paso de Calais)
 Drocourt  es una población y comuna francesa, situada en la región de Norte-Paso de Calais, departamento de Paso de Calais, en el distrito de Lens y cantón de Rouvroy.

## Demografía
| 2475 | 2361 | 3035 | 3458 | 3341 | 3104 |
| Para los censos de 1962 a 1999 la población legal corresponde a la población sin duplicidades (Fuente: INSEE [Consultar]) |      |      |      |      |      |